# Mitreola spathulifolia
Mitreola spathulifolia är en tvåhjärtbladig växtart som beskrevs av Ding Fang och L.S. Zhou. Mitreola spathulifolia ingår i släktet Mitreola och familjen Loganiaceae. Inga underarter finns listade i Catalogue of Life.